# Francis Talbot, V conte di Shrewsbury
Francis Talbot, V conte di Shrewsbury (1500 – 25 settembre 1560), è stato un nobile inglese.

## Biografia
Era il figlio di George Talbot, IV conte di Shrewsbury e Anne Hastings.
Anche se era un cattolico romano, ha conservato il favore reale durante il regno di Enrico VIII e ha ricevuto alcune terre dalla dissoluzione dei monasteri, compresi quelli appartenenti all' arcivescovato. Mentre prese parte poco alla politica nazionale, è stato una figura potente nel nord del regno. Ha preso parte all'invasione della Scozia che culminò nella battaglia di Pinkie Cleugh (1547), ed è stato nominato Presidente del Consiglio del Nord nel 1549.
Anche se non partecipava attivamente alla politica nazionale è stato membro del Consiglio del re, alcuni dei suoi compagni consiglieri temevano che potesse sollevare l'Occidente a favore di Maria. Mentre non si oppose alla proclamazione di Lady Giovanna Grey come regina, quasi certamente lavorò per convincere il Consiglio a riconoscere Maria I, come nuova regina. Maria lo ricompensò con un posto per il suo Consiglio.
Venne nominato Cavaliere della Giarrettiera nel 1545.

## Matrimonio
Il 30 novembre 1523, sposò Mary Dacre (1502-1538), figlia di Thomas Dacre, II barone Dacre. Ebbero tre figli:
- George Talbot, VI conte di Shrewsbury (1528-1590)
- Anna Talbot (1524 - 3 febbraio 1585), sposò, nel 1542, John Bray, II barone di Bray, sposò nel 1561, Thomas Wharton, I barone Wharton;
- Thomas Talbot.

Sposò in seconde nozze Grace Shakerley, figlia di Robert Shakerley, non ebbero figli.